# Cor Huijbregts
Cor Huijbregts (8 juni 1920 – Den Bosch, 28 december 2005) was een Nederlands voetballer. Hij kwam in de jaren vijftig driemaal uit voor het Nederlands elftal. 
Huijbregts vergaarde vooral bekendheid als rechtsback van BVV in Den Bosch, waar hij in 1945 belandde na eerder bij Picus in Eindhoven (vanaf 1942 De Spechten) te hebben gespeeld. Met de Bossche Voetbal Vereniging, waar hij een sterke defensie vormde met collega-internationals Kees Krijgh (drie interlands) en Piet van der Sluijs (drie interlands), veroverde hij in 1948 het landskampioenschap.
Op 8 juni 1950 debuteerde Huijbregts in het Nederlands elftal, dat in Stockholm met 4-1 van Zweden verloor. Al moest hij spelen op de voor hem weinig bekende linksbackpositie, toch deed hij dat verdienstelijk. Nadien volgden nog twee interlands, waarvan hij alleen de laatste (in en tegen Zwitserland) op de voor hem vertrouwde rechtsbackpositie mocht voetballen.
Huijbregts overleed op 28 december 2005 in zijn woonplaats Den Bosch.